# 히트맨 (2016년 비디오 게임)
《히트맨》(Hitman)은 IO 인터랙티브가 개발하고 스퀘어 에닉스가 배급한 2016년 잠입 게임이다. 《히트맨》의 여섯 번째 작품이자 2012년작 《히트맨: 앱솔루션》 이후 발매된 속편이다. 본래 마이크로소프트 윈도우, 플레이스테이션 4 및 엑스박스 원 플랫폼으로 제작됐으며, 에피소드 형식으로 출시해 2016년 3월 11일에 시작해 2016년 10월 31일까지 총 6편으로 마무리지었다. 《히트맨》은 〈암살의 세계〉 삼부작의 첫 번째 작품으로 기획됐다.
일인용 모드는 유전자조작으로 탄생한 암살자 에이전트 47의 이야기를 다루며, 전세계를 돌아다니며 일련의 암살임무들을 수행하며 이들을 연결짓는 수수께끼의 음모를 파헤치는 내용을 담았다. 《히트맨》은 전작들에서 자유롭게 이동할 수 있는 넓은 샌드박스 형식 스테이지를 한층 더 발전시킨 것이 특징이다. 플레이어는 게임 내에서 표시하는 독특한 암살기회를 활용해 목표를 달성할 수 있다.
《히트맨》 개발진은 구글 이미지와 스트리트 뷰를 사용해 총 6종의 지역(파리, 사피엔차, 마라케시, 방콕, 콜로라도 및 홋카이도)을 개발했다. 본래 스퀘어 에닉스 유럽이 스퀘어 에닉스 몬트리올에게 개발을 맡길 계획이었으나 《앱솔루션》의 부진한 판매량 때문에 IO 인터랙티브가 다시 개발하게 됐다. 이번 작품은 《앱솔루션》에서 도입한 게임플레이 요소들을 시리즈 초기 작품의 비선형 구조에 결합한 재구성의 성격을 띠었다. 제작진에 따르면 《히트맨》은 '액션과 잠입이 가미된 퍼즐 게임'으로 기획했으며 각 레벨마다 알맞은 시뮬레이션과 인공지능을 적용했다.
출시 당시 《히트맨》은 대체적으로 긍정적인 평가를 받았다. 에피소드형 출시, 게임 내 지역, 레벨 디자인과 재플레이성으로 호평을 받았으나 항시 온라인 연결이나 지나친 안내기능이 지적받았다. 게임 판매량이 기대 이하를 기록하면서 2017년 5월 스퀘어 에닉스가 개발사 IO 인터랙티브에서 투자회수했으며 이후 IO는 경영자인수를 거치면서 시리즈 판권을 획득한 상태로 독립했다. 2018년에 첫 후속작 《히트맨 2》이 워너 브라더스 인터랙티브 엔터테인먼트가 배급해 출시됐으며 2021년 《히트맨 3》가 발매돼 〈암살의 세계〉 삼부작이 완결됐다. 2023년 1월에 《히트맨 3》가 《히트맨: 암살의 세계》로 개명되며 해당 게임에서 《히트맨》 1편을 무료로 수록함에 따라 본작을 상점에서 판매중지했다.

## 에피소드
| 번호 | 제목                | 출시일           |
| ---- | ------------------- | ---------------- |
| 0    | "ICA Facility"      | 2016년 3월 11일  |
| 1    | "The Showstopper"   | 2016년 3월 11일  |
| 2    | "World of Tomorrow" | 2016년 4월 26일  |
| 3    | "A Gilded Cage"     | 2016년 5월 31일  |
| 4    | "Club 27"           | 2016년 8월 16일  |
| 5    | "Freedom Fighters"  | 2016년 9월 27일  |
| 6    | "Situs Inversus"    | 2016년 10월 31일 |

## 반응
| 게임                      | 메타크리틱                             |
| ------------------------- | -------------------------------------- |
| The Complete First Season | (PC) 83/100 (PS4) 84/100 (XONE) 85/100 |
| Intro Pack                | (PC) 75/100 (PS4) 77/100 (XONE) 75/100 |
| Sapienza                  | (PC) 84/100 (PS4) 84/100 (XONE) 79/100 |
| Marrakesh                 | (PC) 79/100 (PS4) 75/100               |
| Bangkok                   | (PC) 78/100 (PS4) 71/100               |
| Colorado                  | (PC) 74/100 (PS4) 70/100               |
| Hokkaido                  | (PC) 83/100 (PS4) 81/100               |

리뷰 애그리게이터 웹사이트 메타크리틱에서 《히트맨》은 "대체적으로 긍정적인 평가"를 기록했다.

## 참조

### 주해
1. ↑  페럴 인터랙티브가 macOS 및 리눅스판 배급. IO 인터랙티브가 스퀘어 에닉스로부터 독립 후 스테디이어판 및 올해의 게임 에디션을 자립배급. 워너 브라더스 인터랙티브 엔터테인먼트가 디피니티브 에디션 배급.